# Hanoi Rocks
Hanoi Rocks fue un grupo de rock procedente de Finlandia, el cual alcanzó su máxima popularidad a comienzos de los años 1980. Musicalmente la banda está influenciada por grupos como New York Dolls, The Stooges y los Rolling Stones, fusionando elementos del blues, punk, heavy metal, garage rock y glam rock. De acuerdo al presentador radial finlandés Jone Nikula, la banda ha vendido entre 780.000 y 1.000.000 de copias de sus álbumes en todo el mundo, pero principalmente en Escandinavia y Japón.
Aunque la banda nunca saboreó un gran éxito comercial, son considerados un grupo de culto y aclamados por la crítica. Frecuentemente son citados como influencia de bandas de gran éxito como Guns N' Roses y Manic Street Preachers. La reedición de los álbumes de Hanói Rocks en CD es debida en gran parte a los esfuerzos de Guns N' Roses a través de su discográfica UZI Suicide. No obstante, en Finlandia, son conocidos como la banda de más éxito internacional, sólo superada mucho tiempo después por grupos como Stratovarius, Nightwish y HIM.

## Historia

### Primeros años
Hanoi Rocks se formó en Helsinki en 1979 por los compañeros de escuela Andy McCoy (nombre verdadero Antti Hulkko) como guitarra solista y Nasty Suicide (Jan Stenfors) como guitarra rítmica. Posteriormente, y luego de algunos cambios en la alineación original, se les unió el cantante y saxofonista Michael Monroe (Matti Fagerholm), el bajista Sami Yaffa (Sami Takamäki) y el baterista de origen sueco Gyp Casino (Jesper Sporre). 
Esta formación se mudó a la ciudad de Estocolmo, donde inicialmente tuvieron que vivir en las calles y pedir dinero para poder sobrevivir. En noviembre de 1980, la banda logró un contrato con la disquera de Johanna Kustannus y lanzó su sencillo debut, "I Want You/Kill City Kills." El segundo sencillo, "Tragedy/Café Avenue," escrito por McCoy cuando tenía quince años, fue publicado en febrero de 1981. Ese mismo mes, la agrupación publicó su álbum debut, Bangkok Shocks, Saigon Shakes, Hanoi Rocks, producido por Michael Monroe y Andy McCoy. El álbum fue bien recibido en su país natal, alcanzado el Top 5 en las listas de éxitos.
En septiembre de 1981, luego de una extensa gira por Suecia y Finlandia, la banda se trasladó a Londres, donde grabaron el álbum Oriental Beat, producción bien recibida por la crítica general. En ese momento el baterista Gyp Casino fue despedido por su depresión y adicción a las drogas, siendo Nicholas Dingley "Razzle" su reemplazante. 

### Muerte de Razzle y separación
En 1982 la banda publicó Self Destruction Blues, una recopilación de lados B y de sencillos grabados previamente, en los cuales se muestra su variedad musical. En 1983 salió a la venta el álbum Back to Mystery City, disco que logró ubicarse en la posición n.º 87 en las listas de éxitos británicas. El grupo firmó con la discográfica CBS Records y parecía el principio del éxito comercial. Grabaron el álbum Two Steps from the Move con el legendario productor Bob Ezrin en la ciudad nativa de este último, Toronto. El álbum acababa de salir a la venta cuando la tragedia golpeó a la banda el 8 de diciembre de ese mismo año. Los miembros de la banda (excepto Michael Monroe, que se encontraba recuperándose de una fractura) se encontraban reunidos en la casa de Vince Neil, cantante de Mötley Crüe. Neil y Razzle, ambos en estado de ebriedad, se dirigieron a comprar licor en el auto de Vince, con él al volante. En el camino de regreso, colisionaron contra otro vehículo. Razzle fue trasladado al hospital y declarado muerto a las 7:12 p. m. Los ocupantes del otro vehículo resultaron gravemente heridos, con lesiones cerebrales como resultado del choque.

Aunque Razzle fue reemplazado luego por Terry Chimes, batería en el primer álbum de The Clash, la banda nunca se recuperó. El primero en abandonar la banda fue Yaffa, seguido después por Monroe, y en 1985 el grupo cesó en su actividad.

### Regreso a los escenarios

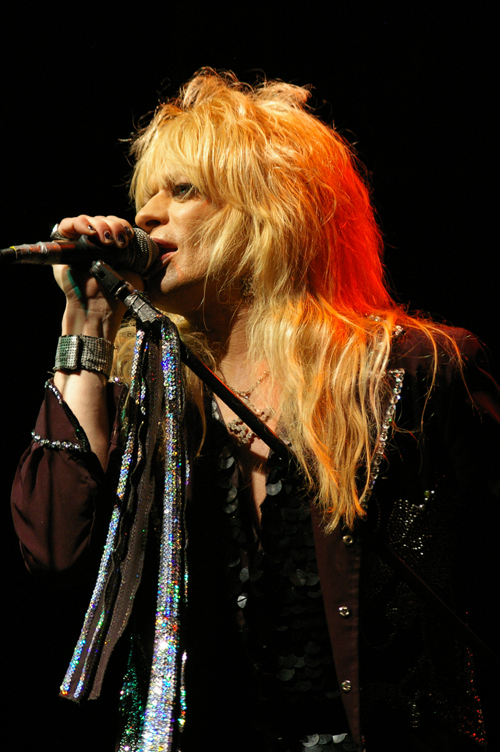
Michael Monroe con Hanoi Rocks en el año 2008.

Durante los siguientes 15 años los componentes se embarcaron en proyectos individuales, y a pesar de trabajar con numerosos artistas de gran prestigio como Iggy Pop, Stiv Bators y Guns N' Roses, individualmente nunca alcanzaron nada parecido a su éxito anterior.
En 2002 Monroe y McCoy refundaron el grupo, con dos miembros de los Electric Boys y un batería que había colaborado en uno de los proyectos en solitario de Monroe. Desde entonces han editado tres nuevos álbumes (Twelve Shots on the Rocks en 2002, Another Hostile Takeover en 2005 y Street Poetry en 2007) y han realizado extensas giras. En el 2005, Nasty Suicide se encuentra trabajando como farmacéutico. Sami Yaffa es miembro de un grupo llamado Mad Juana del que también forma parte su mujer, Karmen Guy. Yaffa también participa en las giras y grabaciones de los refundados New York Dolls. Ambos han aparecido en escena con los nuevos Hanoi Rocks aunque no al mismo tiempo.

### Separación definitiva
El 21 de octubre de 2008 la banda comunica a través de su página oficial su decisión de separarse definitivamente, alegando que ya han alcanzado su punto máximo. Tras acabar con sus compromisos, una gira en Japón y ofrecer sus últimos conciertos en la sala Tavastia en Helsinki, donde empezaron su carrera, la banda se disuelve definitivamente el 21 de marzo de 2009.

## Miembros

### Última formación
- Michael Monroe - Voz (1980 - 1985; 2002 - 2009)
- Andy McCoy - Guitarra, voz (1980 - 1985; 2002 - 2009)
- Conny Bloom - Guitarra (2002 - 2009)
- Andy "A.C." Christell - Bajo (2002 - 2009)
- George "Jolle" Atlatic - Batería (2008 - 2009)

### Miembros pasados
- Nasty Suicide - Guitarra (desde 1980 hasta 1985)
- Sami Yaffa - Bajo (desde 1980 hasta 1985)
- Gyp Casino - Batería (desde 1980 hasta 1982)
- Nicholas "Razzle" Dingley † - Batería (desde 1982 hasta 1984)
- Terry Chimes - Batería (desde 1984 hasta 1985)
- Rene Berg - Bajo (1985)
- Timo Caltio - Bajo (1985)
- Lacu - Batería (desde 2002 hasta 2008)

## Discografía

### Álbumes
Formación original:
- Bangkok Shocks, Saigon Shakes, Hanoi Rocks - 1981
- Oriental Beat - 1982
- Self Destruction Blues  - 1982
- Back to Mystery City - 1983
- Two Steps from the Move - 1984

Nueva formación:
- Twelve Shots on the Rocks - 2002
- Another Hostile Takeover - 2005
- Street Poetry - 2007

### Sencillos
- I Want You - 1980
- Dead by X-mas - 1981
- Desperados - 1981
- Tragedy - 1981
- Love's An Injection - 1982
- Motorvatin’ - 1982
- Malibu Beach - 1983
- Until I Get You - 1983
- Don't You Ever Leave Me - 1984
- Underwater World - 1984
- Up Round The Bend - 1984
- A Day Late, A Dollar Short - 2002
- In My Darkest Moment - 2002
- People Like Me - 2002
- Keep Our Fire Burning - 2004
- Fashion - 2007
- This one's for rock n'roll - 2007
- Teenage Revolution - 2008

### Recopilatorios
- Dim Sum - 1983
- Best Of Hanoi Rocks - 1985
- Dead By Christmas - 1986
- Million Miles Away - 1986
- The Collection - 1989
- Tracks From A Broken Dream - 1990
- Lean On Me - 1992
- Decadent Dangerous Delicious - 1998
- Hanoi Rocks 4-CD Box Set - 2001
- Kill City Kills - 2001
- Up Around the Bend...The Definitive Collection - 2004
- Lightning Bar Blues: The Albums 1981-1984 - 2005
- This One's For Rock'N'Roll - The Best of Hanoi Rocks 1980-2008 - 2008

### Videografía
- All Those Wasted Years - The Marquee Club
- TNT - The Nottingham Tapes - Nottingham Rock City